# Juschen zentralen

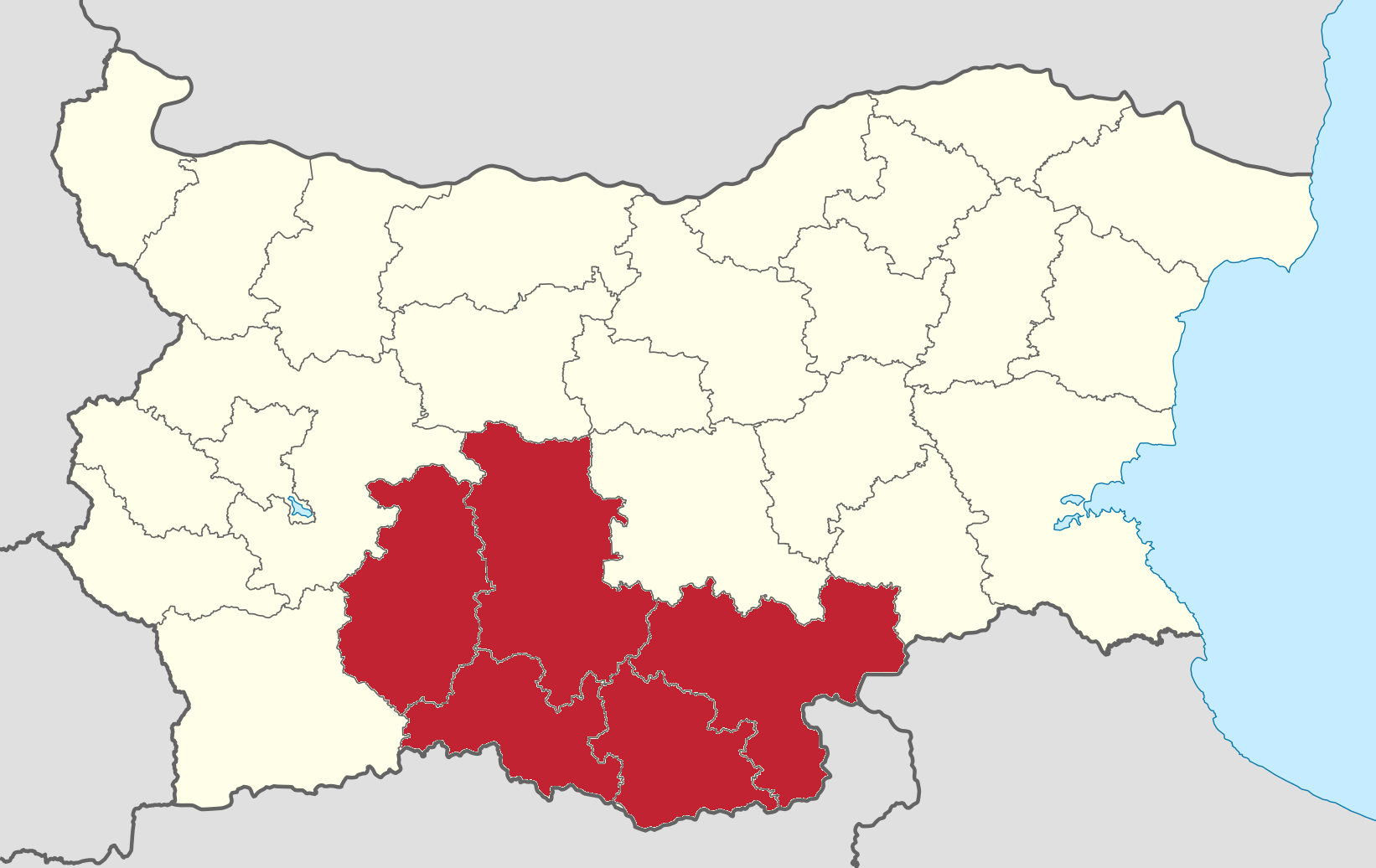
Lage in Bulgarien

Juschen zentralen (bulgarisch Южен централен, Deutsch: Südzentral) ist eine der sechs Planungsregionen in Bulgarien auf der Ebene NUTS 2. Wie andere Planungsregionen hat sie keine Verwaltungsbefugnisse. Ihre Hauptaufgabe ist die Koordinierung regionaler Entwicklungsprojekte und die Verwaltung von EU-Mitteln. Das Planungszentrum der Region liegt in der Stadt Plowdiw.

## Geografie
Die Region besteht aus folgenden fünf Oblasten:
- Oblast Plowdiw
- Oblast Pasardschik
- Oblast Smoljan
- Oblast Kardschali
- Oblast Chaskowo

## Demografie
Die Einwohnerzahl lag im Jahr 2020 bei 1.406.630 Personen auf 22.365,1 km².

## Wirtschaft
Im Jahr 2018 lag das regionale Bruttoinlandsprodukt je Einwohner, ausgedrückt in Kaufkraftstandards, bei 36 % des Durchschnitts der EU-27.